# تاهواتا
تاهواتا هي أصغر جزر ماركيساس المأهولة، في بولينيزيا الفرنسية، وهي إحدى جزر ما وراء البحار التابعة لفرنسا في المحيط الهادئ. تقع على بعد 4 كم (2.5 ميل) إلى الجنوب من الطرف الغربي من هيفا أوآ، عبر قناة du Bordelais، تسمى هافا في اللغة الماركيساسية.